# 黑石站 (熊本縣)
黑石站（日语：／ Kuroishi eki */?）是位於熊本縣合志市須屋字，屬於熊本電氣鐵道的菊池線車站。車站編號為KD16。

## 歷史
- 1913年（大正2年）8月26日：車站啟用。
- 1984年（昭和59年）2月1日：結束小行李起卸業務。
- 1985年（昭和60年）5月1日 - 不再發售車票，改為發行整理券。
- 1988年（昭和63年）4月11日 - 隨著引入自動閉塞裝置（電子符號照査式），此站成為無人車站。售票業務委托子公司熊本電鐵觀光負責。
- 2001年（平成13年）2月25日：隨著國道387號進行改善工程，鐵路線走經進行變更。同時結束熊本電鐵觀光委托業務，完全成為無人車站。
- 2015年（平成27年）4月1日：此站可以使用交通系IC卡「熊本地域振興IC卡（日语：熊本地域振興ICカード）（熊本熊之IC CARD）」[1]。
- 2019年（令和元年）10月1日：此站引入車站編號[2]。

## 車站構造

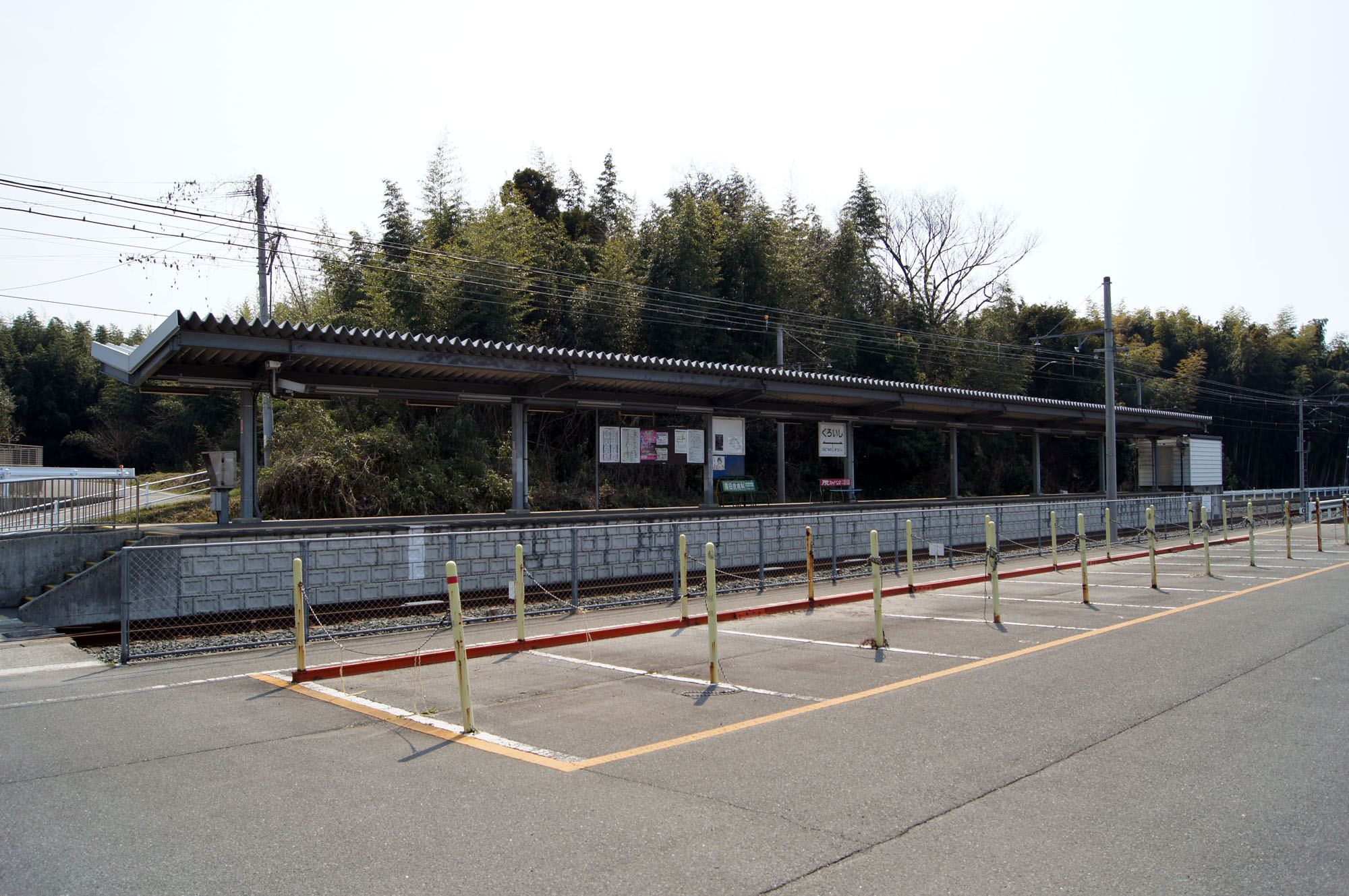
單車停泊場與月台(2011年3月)

本站是地面車站，設有1面2線的島式月台。此站在過去為設有站房的有人車站，並設有定期列車折返和夜間停泊。此站在當時也設有小行李起卸業務，但於1984年結束，車輛夜間停泊於1987年隨著夜間留置車輛（KuHa504）發生因失控使車輛碰撞事故的契機而廢止。本站於1988年起成為無人車站。在無人化之際取消折返列車班次。在成為無人車站後，站房仍然存在，並設有熊本電鐵觀光職員當值，負責管理車站和發售定期票和回數票。在2001年隨著遷移至新站，售票處便停止服務。現時新站沒有設置站房，並且完全成為無人車站。站前設有熊本電鐵的黑石變電站。月台上設有IC卡讀卡機（只限入閘）。
此站曾設有折返列車，當時1號月台（御代志方向）於北熊本一方設有出發信號機，在緊急情況下可使用該月台折返往北熊本方向。

### 月台
| 月台 | 路線                  | 方向                               | 備註                     |
| ---- | --------------------- | ---------------------------------- | ------------------------ |
| 1    | ■菊池線               | 再春醫療中心前、御代志方向         | 緊急時方折返往北熊本方向 |
| 2    | ■菊池線（直通藤崎線） | 堀川、北熊本、藤崎宮前、上熊本方向 | 上熊本方向於北熊本轉乘   |

## 使用狀況
| 年度   | 1日平均 乘車人次 | 1日平均 上下車人次 |
| ------ | ---------------- | ------------------ |
| 2012年 |                  | 513                |
| 2013年 |                  | 557                |
| 2014年 | 336              | 582                |
| 2015年 |                  | 840                |
| 2016年 | 463              | 894                |
| 2017年 | 488              | 903                |
| 2018年 | 408              | 794                |

## 車站周邊
- 獨立行政法人高齡·障害·求職者僱用支援機構（日语：高齢・障害・求職者雇用支援機構）熊本分部熊本職業能力開発促進中心（日语：職業能力開発促進センター）（愛稱：理工中心熊本）
- 黑石簡易郵局
- 黑石團地
- 合志市立西合志南中學（日语：合志市立西合志南中学校）
- 合志市立西合志東小學（日语：合志市立西合志東小学校）
- 合志市　黑石市民中心
- 熊本縣警（日语：熊本県警）熊本北合志警署（日语：熊本北合志警察署）黑石交番
- 國道387號

## 巴士路線
- 黑石、理工中心熊本前

電鐵巴士
御代志、菊池方向
- 北1、3系統 菊池溫泉、菊池廣場（經御代志、富之原）
- 北2系統 菊池廣場（經御代志、七城）
- 沒有編號 辻久保（經御代志、灰塚，只於平日學校指定日子行）
- 沒有編號 翔陽高校（日语：熊本県立翔陽高等学校）（經新須屋站、合志市政廳、竹迫，只於平日學校指定日子行）

熊本市內方向
- 北1、2系統 櫻町BT（日语：熊本桜町バスターミナル）（經堀川、國道）
- 北1系統 櫻町BT、熊本站（經堀川、國道）
- 北3系統 櫻町BT、熊本站（經KM Bio（日语：KMバイオロジクス）、國道）
- 縣33系統 縣會議事堂（經堀川、國道、味噌天神、水前寺公園、縣廳（日语：熊本県庁），只於平日早上或黃昏行走）

- 黑石站前

合志市信件巴士（電鐵巴士運行）

## 相鄰車站
熊本電氣鐵道
■菊池線
三石（KD15）－黑石（KD16）－熊本高專前（KD17）

## 注腳
1. 1 2  電鉄電車（菊電）でのご利用 （页面存档备份，存于）（日語）（熊本熊之IC CARD）
2. ↑  電車 「駅ナンバリング」導入のお知らせ （页面存档备份，存于）（日語） - 熊本電氣鐵道，2019年8月15日，同日參閲。
3. ↑  公共交通の現状等、52頁 （页面存档备份，存于）（日語） ，2018年12月10日參閲
4. ↑  国土数値情報(駅別乗降客数データ)  （页面存档备份，存于）（日語） - 國土交通省，2018年12月10日參閲
5. ↑  国土数値情報　駅別乗降客数データ  （页面存档备份，存于）（日語） - 國土交通省，2020年9月19日參閲
6. ↑   （页面存档备份，存于）（日語） - 九州運輸要覧，2019年6月30日參閲
7. ↑   （页面存档备份，存于）（日語） - 九州運輸要覧，2019年6月30日參閲
8. ↑   （页面存档备份，存于）（日語） - 九州運輸要覧，2019年7月3日參閲
9. ↑  令和元年版，九州運輸要覧 （页面存档备份，存于）（日語） - 2020年9月19日參閲

## 外部連結
- 黑石站 （页面存档备份，存于）（日語）（路線圖、車站情報） - 熊本電氣鐵道